# Тубанти
Тубанти — германське плем'я, що жило в східній частині Нідерландів, на північ від річки Рейн. Історично їх часто ототожнюють з племенем туїханті, відомим із двох написів, знайдених поблизу від валу Адріана. Сучасна назва регіону Твенте походить саме від слова «туїханті». Тубанти згадуються в Енциклопедичному словнику Брокгауза і Евфрона.

## Історія
Вперше тубантів згадує Тацит в описі першої експедиції Германіка проти марсів (14 рік н. е.), коли вони, в коаліції з бруктерами й усіпетами, залучили римські війська в свої зимові табори, приблизно в районі Мюнстера.
У 17 році н. е. тубанти згадуються як тубаттії (Tubattii) в Страбона в переліку німецьких народів, переможених Римом під командуванням Германіка. Деякі представники народу йшли в тріумфальній процесії Германіка як полонені.
У 58 році н. е. Тацит у своїх «Анналах» повідомляє, що ампсіварії в своїй скарзі римлянам щодо земель на північ від Рейну, зайнятих римськими військовиками, зазначили, що вони по черзі належали хамавам, тубантам, а потім усіпетам. (Відомо, що усіпети переселилися в регіон Рейну ще за часів Цезаря (55 рік до н. е.), але в той час не заснували постійних поселень, вкоренившись на північному березі Рейну лише в часи Друза близько 11 року).
Клавдій Птолемей у своїй «Географії» (2.10) робить спробу опису поширення німецьких племен з півночі на південь, починаючи з хамавів, «нижче» від яких перебували хатти і тубанти.
У двох священних написах третього століття, знайдених біля валу Адріана, згадуються туїханті, що служили в допоміжному підрозділі римської армії, Cuneus Frisiorum. (Фризами за часів Римської імперії називали всі, або більшість німецьких племен на північ від Рейну, в тому ж районі, де проживали й тубанти). У написах сказано:
- «На славу бога Марса, і двох Алайсіяге[en], і божественної сили Імператора германці з племені туїханті, вірно служачи Олександру Северу у війську фризів при Верковіціумі, з готовністю і гідністю виконали свою обітницю».

- «На славу бога Марса [Тінескуса], і двох Алайсіяге, Беди і Фіммілени, і божественної сили Імператора германці з племені туїханті з готовністю і гідністю виконали свою обітницю»[6].

«Марс Тінескус/Тінгсус» ймовірно стосується германо-скандинавського бога військової доблесті Тюра, якого прийнято вважати аналогом римського Марса. Його ім'я пов'язане з давньою традицією скликати народні збори — тінґи (слов'янський аналог тінґу — віче).
308 року н. е. тубанти приєдналися до союзу проти Костянтина Великого під час його війни з бруктерами.
Плем'я фігурує (під назвами туїанті і туеанті) в двох актах між 797 і 799 роками н. е., що стосуються передання в дар декількох угідь у Твенте і Салланді церкві у Віхені (провінція Гелдерланд).

## Археологія
За даними археологічних досліджень, території, що асоціюються з тубантами, були з часів останнього льодовикового періоду практично безперервно заселеними. Ґрунти регіону дуже родючі і надають широкі можливості для розвитку сільського господарства, зокрема тваринництва. На місцевості виявлено штучні пагорби — еси (нід. es) або еші (нід. esch), які створювалися як сховища гною (в суміші з ґрунтом). Найвідоміші з таких пагорбів — Флерінгенський еш (Fleringer Esch) поблизу Флерінгена і Уссельський еш поблизу Уссело.
Існують археологічні свідчення про досить великомасштабне виробництво в регіоні (особливо поблизу Хетена) заліза. Це вказує на те, що місцеві жителі знали процес виробництва сталі зі вмістом вуглецю близько 2 %. Як сировину використовували рясні поклади болотної руди. Місця виробництва датуються 280—350 роками н. е.